# Eupsenella insulana
Eupsenella insulana är en stekelart som beskrevs av Gordh och Harris 1996. Eupsenella insulana ingår i släktet Eupsenella och familjen dvärggaddsteklar. Inga underarter finns listade i Catalogue of Life.